# Elena Romanova
Eléna Nikolaevna Románova (in russo Елена Николаевна Романова?; Voronež, 20 marzo 1963 – Volgograd, 28 gennaio 2007) è stata una mezzofondista russa, campionessa olimpica dei 3000 metri piani ai Giochi di Barcellona 1992.
Fu trovata morta per cause imprecisate a 43 anni nel suo appartamento di Volgograd. Al momento della sua morte era impiegata come preparatore atletico in una scuola sportiva locale e lavorava come membro della nazionale russa di atletica leggera.

## Palmarès
| Anno | Manifestazione    | Sede          | Evento         | Risultato | Prestazione | Note                          |
| ---- | ----------------- | ------------- | -------------- | --------- | ----------- | ----------------------------- |
| 1986 | Europei indoor    | Madrid        | 3 000 m piani  | 4ª        | 9'03"85     |                               |
| 1987 | Mondiali di cross | Varsavia      | Corsa seniores | 15ª       | 17'20"      |                               |
| 1987 | Mondiali          | Roma          | 3 000 m piani  | 5ª        | 8'41"33     |                               |
| 1987 | Mondiali          | Roma          | 10 000 m piani | Batteria  | dnf         |                               |
| 1988 | Giochi olimpici   | Seul          | 3 000 m piani  | 4ª        | 8'30"45     | Miglior prestazione personale |
| 1989 | Mondiali di cross | Stavanger     | Corsa seniores | 9ª        | 23'02"      |                               |
| 1990 | Mondiali di cross | Aix-les-Bains | Corsa seniores | Bronzo    | 19'33"      |                               |
| 1990 | Europei           | Spalato       | 3 000 m piani  | Argento   | 8'43"68     |                               |
| 1990 | Europei           | Spalato       | 10 000 m piani | Oro       | 31'46"83    | Miglior prestazione personale |
| 1991 | Mondiali di cross | Anversa       | Corsa seniores | 8ª        | 20'50"      |                               |
| 1991 | Mondiali          | Tokyo         | 3 000 m piani  | Argento   | 8'36"06     |                               |
| 1991 | Mondiali          | Tokyo         | 10 000 m piani | Finale    | dnf         |                               |
| 1992 | Giochi olimpici   | Barcellona    | 3 000 m piani  | Oro       | 8'46"04     |                               |
| 1993 | Mondiali          | Stoccarda     | 3 000 m piani  | 6ª        | 8'39"69     |                               |
| 1996 | Giochi olimpici   | Atlanta       | 5 000 m piani  | 6ª        | 15'14"09    |                               |